# Miklós Kállay
Miklós Kállay de Nagy-Kálló, en hongarès Nagykállói dr. Kállay Miklós (Nyíregyháza, Hongria, 23 de gener de 1887 – Nova York, NY, 14 de gener de 1967), va ser un polític hongarès, primer ministre del seu país del 1942 al 1944.
Era d'una família de la petita noblesa del comtat de Szabolcs-Szatmár, del qual va ser governador entre 1921 i 1929. Aquell any fou reclamat pel primer ministre István Bethlen com a sotssecretari del ministeri de comerç. El 1932 fou nomenat ministre d'agricultura del govern de Gyula Gömbös, però el 1935 dimití per desacord amb el caràcter dretà i pro-nazi d'aquest i abandonà la política.
Ja en plena II Guerra Mundial (agost de 1942), el regent Miklós Horthy li demanà de formar govern. Tot i ser conservador, Kállay era profundament demòcrata i adversari declarat del nazisme. Refusà obertament la política anti-jueva d'aquest, alhora que permetia les activitats polítiques dels grups esquerrans. Tanmateix aleshores Hongria era formalment aliada d'Alemanya, i Kállay hagué de compaginar l'esforç bèl·lic al front de l'Est, més aviat de façana, amb converses de pau amb els aliats. Amb aquests pactà el lliure pas de l'aviació per l'espai aeri hongarès a canvi que el país no fos bombardejat.
El març de 1944 Alemanya envaí Hongria i destituí Kállay. Tot i que tingué la possibilitat d'escapolir-se, s'estimà més romandre al país, fins que els nazis el capturaren i el deportaren al camp de concentració de Dachau i més tard al de Mauthausen. D'allí fou alliberat per tropes americanes el 5 de maig de 1945 en un estat de salut molt precari. Refusà tornar al seu país, ara ocupat per l'exèrcit soviètic, i s'exilià voluntàriament a Itàlia. El 1951 emigrà als Estats Units d'Amèrica, on morí.